# Чеккини, Доменико
Доменико Чеккини (итал. Domenico Cecchini; 15 августа 1619, Рим, Папская область — 1 мая 1656, там же) — итальянский куриальный кардинал и доктор обоих прав. Про-датарий Его Святейшества с 15 сентября 1644 по 1 мая 1656. Кардинал in pectore с 14 ноября 1644 по 6 марта 1645. Кардинал-священник с 6 марта 1645, с титулом церкви Сан-Систо с 24 апреля 1645 по 1 мая 1656.